# Port lotniczy Glasgow-Prestwick
Port lotniczy Glasgow-Prestwick (ang.: Glasgow Prestwick International Airport, kod IATA: PIK, kod ICAO: EGPK) – międzynarodowe lotnisko obsługujące tanie linie lotnicze, położone w Prestwick, 46 km od centrum Glasgow.
Dojazd z i do centrum Glasgow zapewnia połączenie kolejowe (przystanek Prestwick International Airport, czas podróży ok. 45 minut, pociągi kursują w dni robocze co pół godziny, w dni wolne co godzinę, w nocy brak połączeń) oraz kilka linii autobusowych kursujących również w nocy. Pasażerowie z ważnymi rezerwacjami na lot otrzymują 50% zniżki na dojazd z i do jakiejkolwiek stacji kolejowej na terenie Szkocji (należy przedstawić wydrukowane potwierdzenie rezerwacji lotu konduktorowi lub w kasie kolejowej).
Przy terminalu znajduje się krótko- i długoterminowy parking samochodowy, w obrębie terminalu liczne punkty handlowe i gastronomiczne.

## Linie lotnicze i kierunki lotów
| Linia lotnicza | Kierunek |
| -------------- | --- |
| Ryanair        | 1. Alicante 2. Barcelona 3. Faro 4. Lanzarote 5. Malaga 6. Teneryfa-Południe Sezonowo: 1. Gran Canaria 2. Murcja 3. Palma de Mallorca 4. Piza |

### Cargo
| Linia lotnicza   | Kierunek                                                              |
| ---------------- | --------------------------------------------------------------------- |
| Air France Cargo | 1. Chicago-O’Hare 2. Paryż-Charles de Gaulle                          |
| Cargolux         | 1. Houston-George Bush 2. Los Angeles 3. Luksemburg 4. Seattle-Tacoma |